# Criminalidade no Peru

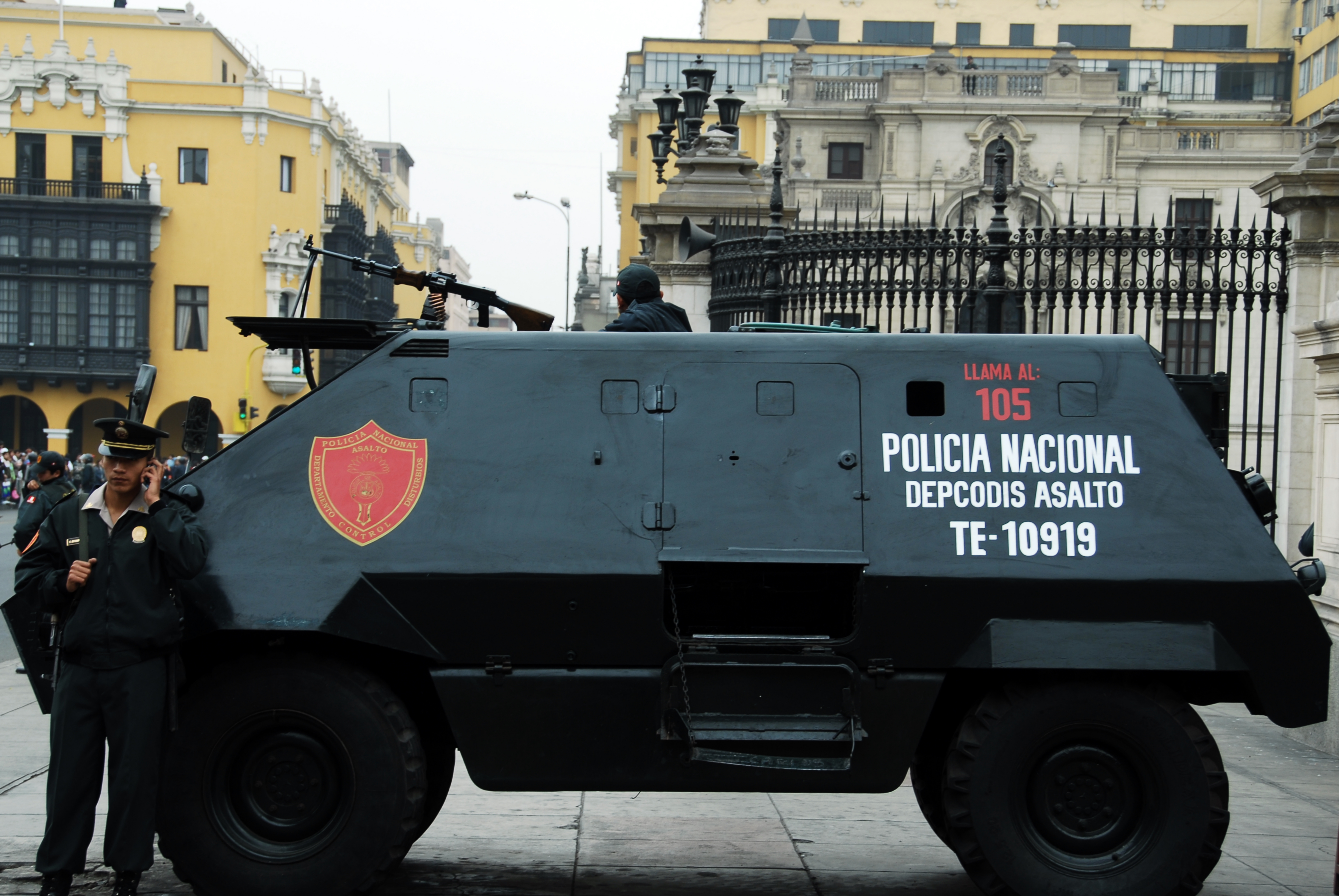
Blindado da Polícia Nacional do Peru.

A criminalidade é apontada como uma das questões mais urgentes do Peru. O país andino tem experimentado um aumento nos índices de criminalidade, especialmente nos grandes centros urbanos. O delito mais comum no Peru é o roubo qualificado.
A corrupção também é um outro grave problema do país, e um dos principais obstáculos para o desenvolvimento de uma democracia estável. Segundo a 8° pesquisa nacional de percepção da corrupção, realizada em 2013, as instituições mais corruptas são o Congresso da República, a Polícia Nacional e o poder judiciário. O poder judiciário é constitucionalmente independente, embora a intervenção política em matéria de justiça tenha sido comum ao longo da história, continuando até hoje. A Procuraduría Anticorrupción aponta que 92% dos prefeitos do Peru são investigados por corrupção.
Em um ranking de percepção da corrupção com 177 países, elaborado pela organização não-governamental Transparência Internacional, o Peru aparece na 83a posição com uma pontuação de 38 em uma escala que varia entre 0 (muito corrupto) e 100 (sem corrupção). Já de acordo com a Global Transparency, no ano de 2010 o Peru obteve a nota máxima de existência e qualidade de legislação anticorrupção mas, quanto a aplicação efetiva destas leis, o país recebeu apenas 23 dos 100 pontos totais.
A situação da mulher também é preocupante: 4 em cada 10 são vítimas de violência doméstica, segundo dados do Ministério da Mulher e das Populações Vulneráveis. Estudo realizado em 2013 pela Agência Alemã de Cooperação Internacional em parceria com a Universidade de San Martín de Porres revela que a violência contra a mulher gera perdas anuais de 6,7 milhões de dólares.